# Vexillum chibaense
Vexillum chibaense is een slakkensoort uit de familie van de Costellariidae. De wetenschappelijke naam van de soort is voor het eerst geldig gepubliceerd in 1999 door Salisbury & Rosenberg.